# 福井县立恐龙博物馆
福井县立恐龙博物馆（英語：Fukui Prefectural Dinosaur Museum）是一座位于日本福井县的恐龙博物馆。

## 历史
前身是1984年成立的福井县立博物馆（现福井县立历史博物馆），1998年开始修建新馆，新馆由日本建筑师黑川纪章设计，2000年6月建成开馆，同时更名为现在名字。

## 营业时间
- 上午八点半至下午六点
- 每月第2和第4个星期三闭馆

## 福井縣發現的恐龍
以下是在福井縣發現的恐龍，括號中的數字是論文發表的年份：
- 福井盜龍屬（2000年）[8]
- 福井龍屬（2003年）[9]
- 福井巨龍屬（2010年）[10]
- 高志龍屬（2015年）[11]
- 福井獵龍屬（2016年）[12]
- 福井鳥屬（2019年）[13]

## 画廊

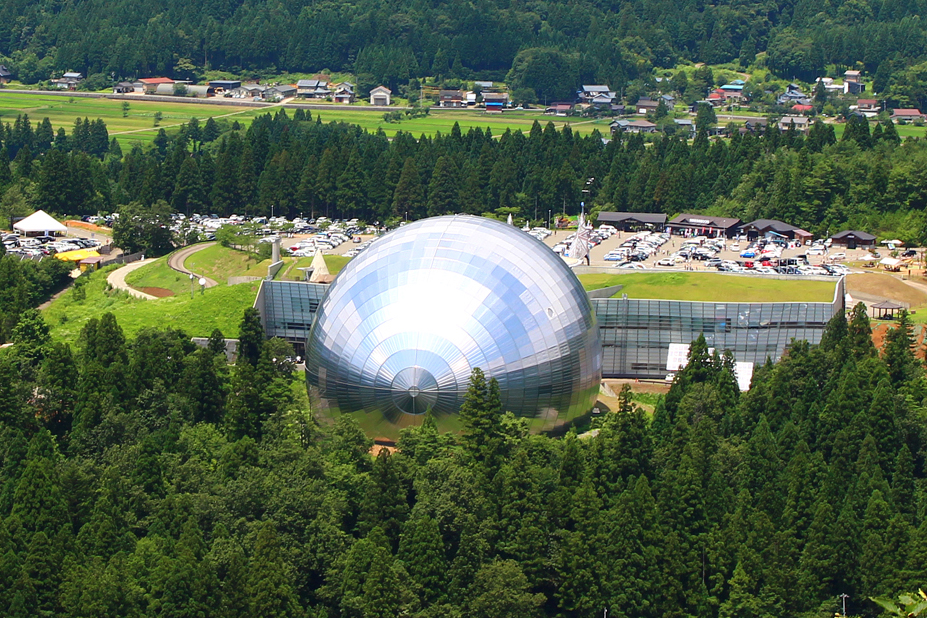
博物馆外观
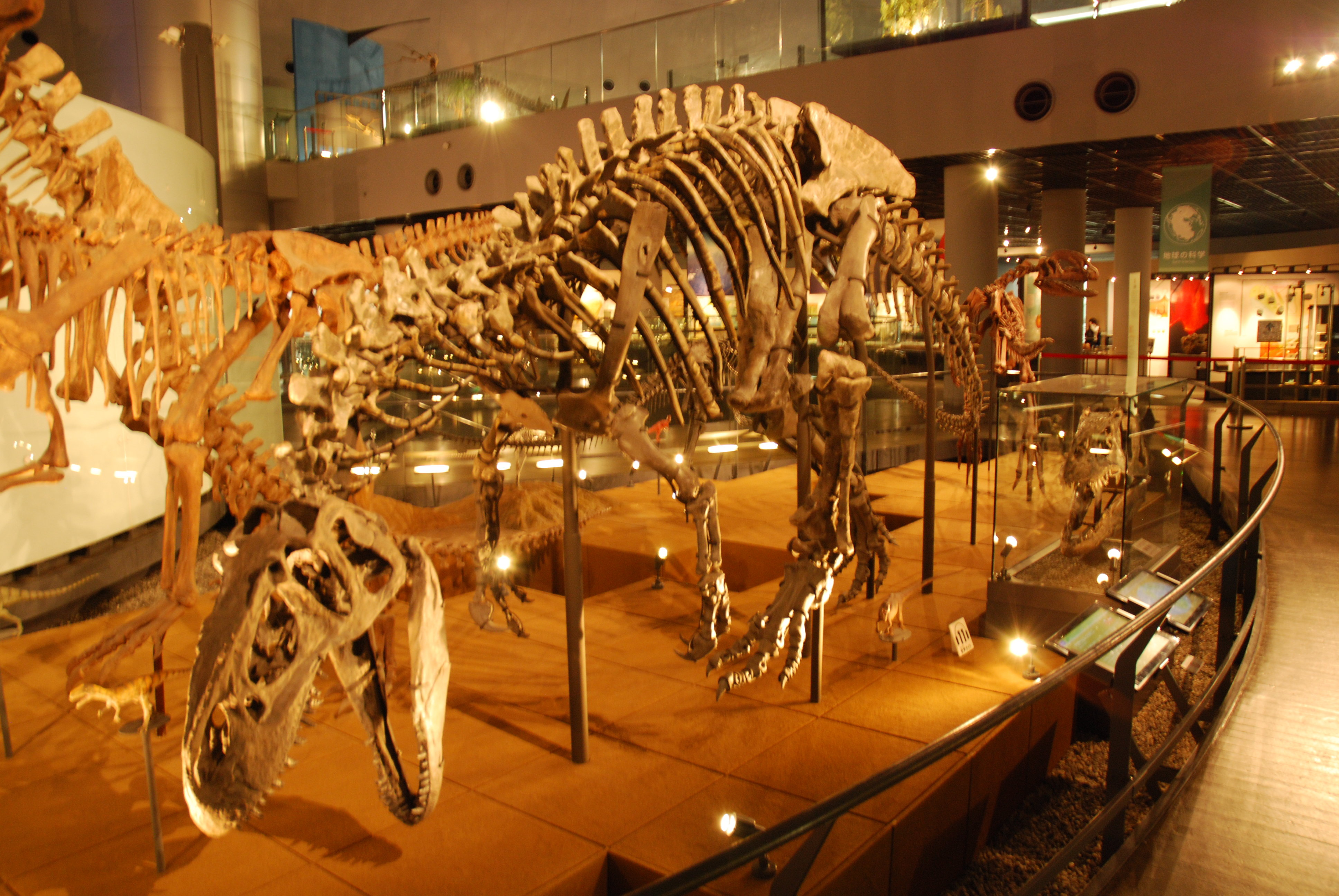
异特龙属骨格化石
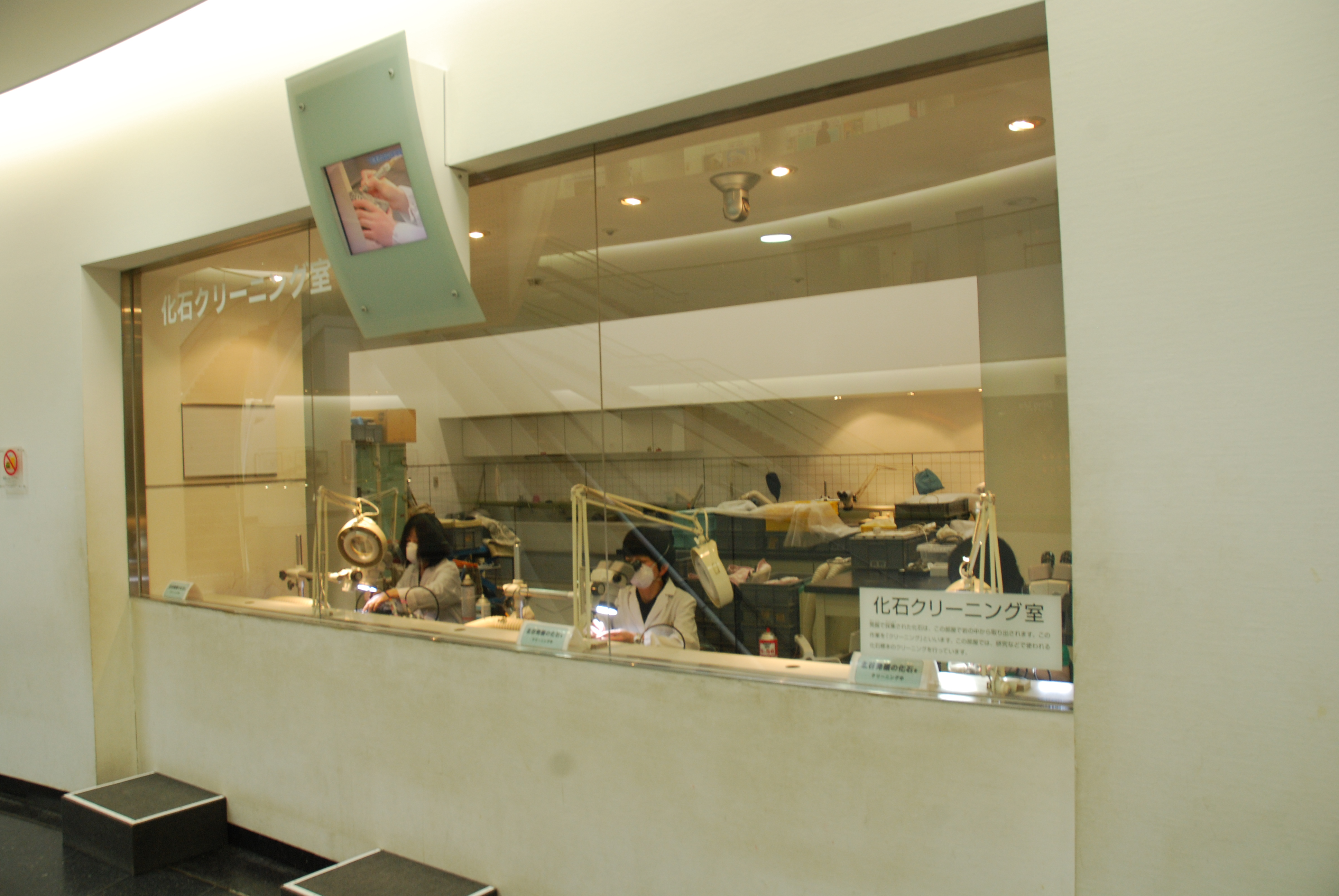
化石清洗室
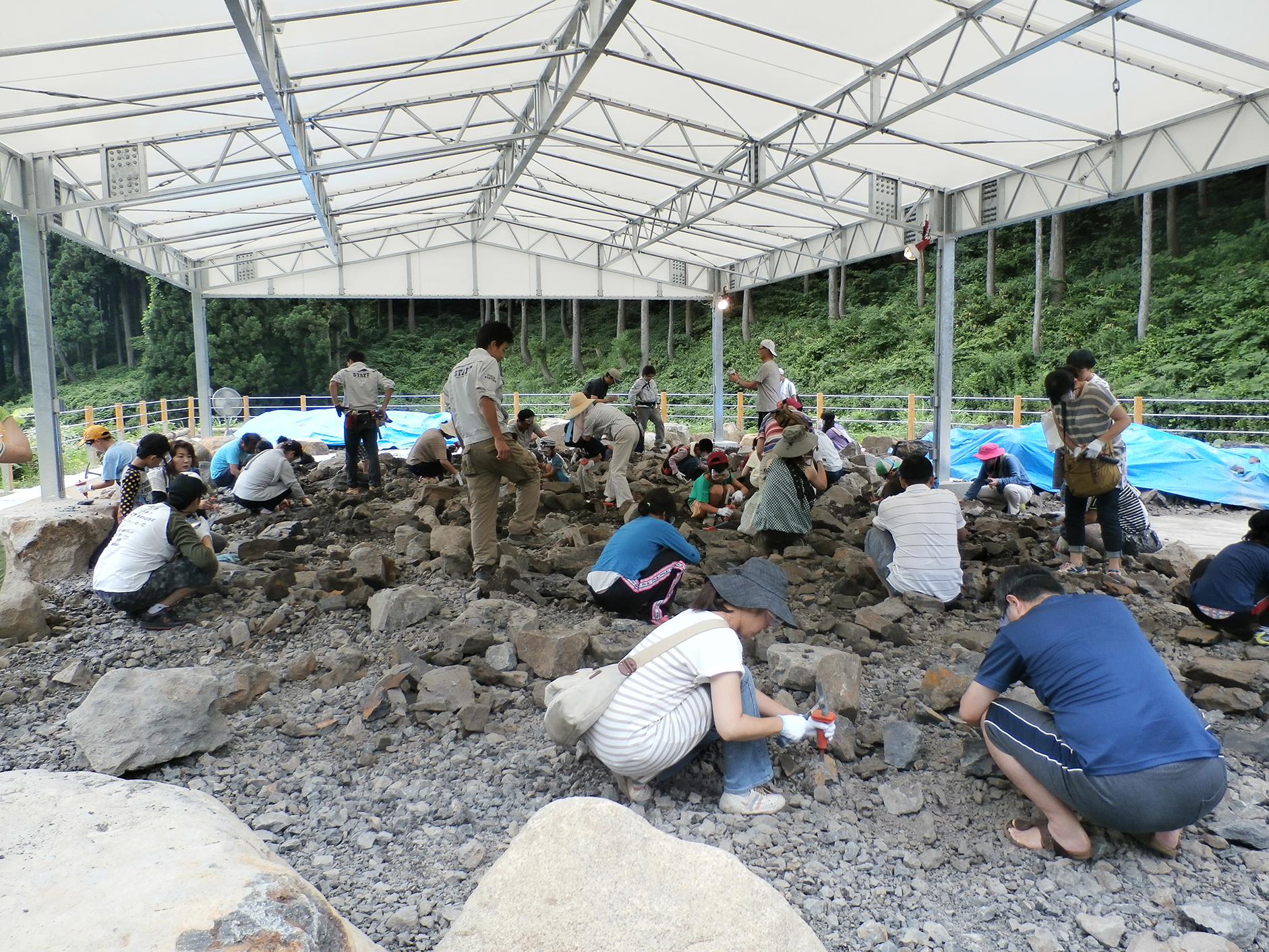
化石发掘体验